# Hydrocolus rubyi
Hydrocolus rubyi är en skalbaggsart som först beskrevs av Helen K. Larson 1975.  Hydrocolus rubyi ingår i släktet Hydrocolus och familjen dykare. Inga underarter finns listade i Catalogue of Life.